# Борис Секулич
Борис Секулич (словац. Boris Sekulić, нар. 21 жовтня 1991, Земун, Сербія) — словацький футболіст, фланговий захисник клубу МЛС «Чикаго Файр» та національної збірної Словаччини.

## Клубна кар'єра
Борис Секулич народився у Сербії у місті Земун і є вихованцем місцевого клубу«Земун». У 2009 році футболіст приєднався до першої команди клуб але в основі так і не зіграв жодного матчу. А у 2010 році перейшов до клубу «Белград».
Влітку 2011 року Секулич у віці 19 - ти років переїхав до Словаччини, де став гравцем клубу «Кошиці», де провів чотири сезони і виграв Кубок Словаччини. З 2015 року Борис Секулич виступав за столичний «Слован». Під час виступів у цьому клубі Секулич отримав словацьке громадянство.
Провівши один сезон у Болгарії, у столичному ЦСКА. ще два сезони Секулич грав у польщі, у клубі Екстракласи «Гурник» з Забже.
У лютому 2020 року Борис Секулич підписав трирічний контракт з клубом МЛС «Чикаго Файр». Але першу гру у команді зіграв лише влітку після закінчення чемпіонату Польщі.

## Збірна
У серпні 2017 року Борис Секулич отримав громадянство Словаччини, а в березні 2018 року його вперше викликали до лав національної збірної Словаччини на Кубок Короля у Таїланді.

## Досягнення
Кошиці
 Переможець Кубка Словаччини: 2013/14
Слован (Братислава)
 Переможець Кубка Словаччини (2): 2016/17, 2017/18